# Fariz Səfərov
Fariz Məcid oğlu Səfərov (ros. Фари́с Меджи́д оглы Сафаров, Faris Miedżyd ogły Safarow; ur. 20 czerwca 1920 we wsi Nehrəxəlil w rejonie Ağdaş, zm. 27 sierpnia 1964 w Baku) – radziecki wojskowy, major, Bohater Związku Radzieckiego (1944).

## Życiorys
Urodził się w azerskiej rodzinie chłopskiej. Miał wykształcenie średnie, pracował jako pedagog w szkole, od 1939 służył w Armii Czerwonej, od 1942 walczył w wojnie z Niemcami. W nocy na 26 września 1943 jako dowódca działa 78 gwardyjskiego pułku piechoty 25 Gwardyjskiej Dywizji Piechoty 6 Armii Frontu Południowo-Zachodniego w stopniu starszego sierżanta w rejonie wsi Wojskowoje w obwodzie dniepropetrowskim wraz z oddziałem przekroczył Dniepr, odpierając wiele ataków wroga i zadając mu duże straty. W 1944 ukończył szkołę wojskową w Krasnodarze, po wojnie kontynuował służbę w armii, w 1957 został przeniesiony do rezerwy.

## Odznaczenia
- Złota Gwiazda Bohatera Związku Radzieckiego (19 marca 1944)
- Order Lenina (19 marca 1944)
- Order Czerwonego Sztandaru
- Order Czerwonej Gwiazdy

I medale.